# Lit de justice

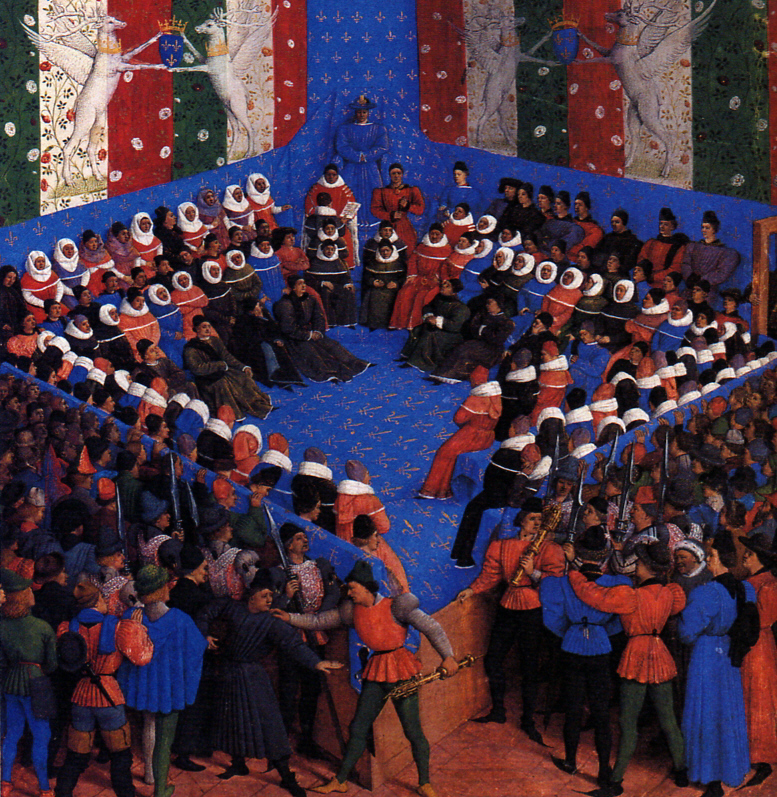
Lit de justice de Carles VII, el 1450, al Parlament de París

El Lit de justice (literalment en català Llit de justícia) era en el Regne de França durant l'Antic Règim una sessió extraordinària del Parlament de París, presidida pel rei per al registre obligatori dels edictes reals. Va ser anomenat així perquè, en comptes de seure al tron, el rei s'asseia en una mena de "llit" improvisat format per quatre coixins. Durant l'edat mitjana, la presència del rei en el Parlament no comportava necessàriament un lit de justice. Va ser costum dels reis Felip IV, Carles V, Carles VI i Lluís XII acudir regularment a les sessions dels Parlaments.
Els lit de justice  tenien lloc normalment en la Grand Chambre du Parlament de l'antic palau reial de la Île de la Cité, actual Palais de la Justice. El rei, just després de resar a la Santa Capella de París entrava acompanyat del seu canceller, els prínceps de sang, els ducs, els parells, els cardenal i els mariscal i prenia el seu lloc sobre uns coixins situats al damunt d'una tarima i sota un pavelló d'Estat (aquest era el llit o lit), en una cantonada de la sala. Cinc coixins componien el lit, sobre uns s'asseia el monarca, un altre se'l posava en la seva esquena, dos per donar suport als braços i un últim sota els seus peus. Els parells i prelats es posaven en els bancs de la seva dreta i la seva esquerra. Davant del rei es deixava un espai perquè pogués parlar dels seus assumptes en privat i per mantenir l'ordre, es va prohibir aixecar-se del seu seient i acostar-se al lit sense permís.
Els registres dels lit de justice de Carles V, el 21 de maig de 1375 donen la sensació que hi anava gran quantitat de gent: el Delfí, el germà del rei, Lluís I d'Anjou, Duc d'Anjou, el Patriarca d'Alexandria, quatre arquebisbes, set bisbes, sis abats, el rector i diversos membres de la Universitat de París, el Canceller de França, quatre prínceps de sang, diversos comtes i senyors, el Prevoste de Comerciants, el regidor de la ciutat de París, altres persones savies i notables i una gran quantitat de gent, segons l'Encyclopédie.
El rei només havia de dir unes quantes paraules preliminars, seguides de la fórmula mon chancelier vous dirà le reste (el meu canceller us dirà la resta, traduït al català), de manera que el canceller, assegut als peus del sobirà, començava a llegir en veu alta la resta de la declaració real, com una declaració de regència, de majoria d'edat d'un rei o les declaracions de guerra o pau. Els lits de justice servien per intimidar als Parlaments i imposar la sobirania del rei. Al segle xvi va començar a ser manipulat. Un segle després, segle xvii, van ser usats en poques ocasions, però en el segle xviii van ser recuperats per Lluís XV.
La propaganda absolutista va afirmar que el lit de justice aparegué abans que el Parlament, encara que en la pràctica l'aparició de Carles IX davant del Parlament de Rouen per forçar l'aprovació del seu Edicte d'Anvers (1563), va ser una innovació per intentar rebaixar el paper legislatiu del Parlament de París. Ell i la reina mare van fer un recorregut de parlaments (Dijon, Tolosa, Bordeus, Tolosa) per forçar l'aprovació del seu Edicte en tota França.
 L'última sessió es va celebrar el 1787, sota el regnat de Lluís XVI, a Versalles.